# Theta healing
Theta Healing is een alternatieve behandelmethode die gebaseerd is op het vermeend beïnvloeden van hersengolven (thètagolven). Door middel van meditatie, studie en oefening leert de cursist om ziektes en ongemakken te overwinnen en een gelukkig leven te leiden. De cursist leert in een opvolgende reeks cursussen om contact te krijgen met een hogere macht, de 'creator', en daarmee te communiceren. 

## Organisatie
De Theta Healing organisatie is gevestigd in Idaho en ontwikkeld door Vianna Stibal. Wereldwijd zijn lokale groepen en leraren actief. Door het volgen van cursussen en seminars (variërend tussen € 80,– en € 1.750,– Nederlandse prijzen), kan de cursist een programma doorlopen van practitioner, naar teacher, master, en uiteindelijk een certificate of science behalen. In Nederland zijn momenteel  9 mensen op niveau 'teacher' of hoger actief. Het totaal aantal deelnemers is onbekend. In Engeland zijn naar schatting 600 mensen actief.
Naast de opleidingen, kent de organisatie verschillende zusterorganisaties waaronder het Theta Healing institute of Knowledge (ThinK), en een kenniscentrum (Science). Tevens worden in eigen beheer boeken, CDs, DVDs en kleding verkocht via de webstore.

## Kritiek
In 2013 is Vianna Stibal door een cursist aangeklaagd wegens fraude. De cursist voerde aan dat de opleiding bij haar geen effect heeft gehad. De uitspraak was unaniem en Vianna Stibal werd veroordeeld tot het betalen van een schadevergoeding.
Vianna Stibal claimt in haar video genezen te zijn van kanker door haar methode, maar een medisch rapport heeft geen indicatie van de aanwezigheid van kanker aangetoond.
De BBC heeft middels een undercoverreportage onderzoek gedaan naar Theta Healing in het Verenigd Koninkrijk, waarbij een kind via de telefoon werd genezen van kanker. De oprichtster Vianna Stibal weigerde commentaar en haar man Guy Stibal viel de cameraman aan. In deze reportage is Theta Healing door professor Edzard Ernst van de University of Exeter gekarakteriseerd als nonsens, crimineel, gevaarlijk en kwakzalverij.